# Feuerwehrhaus (Dammartin-en-Goële)

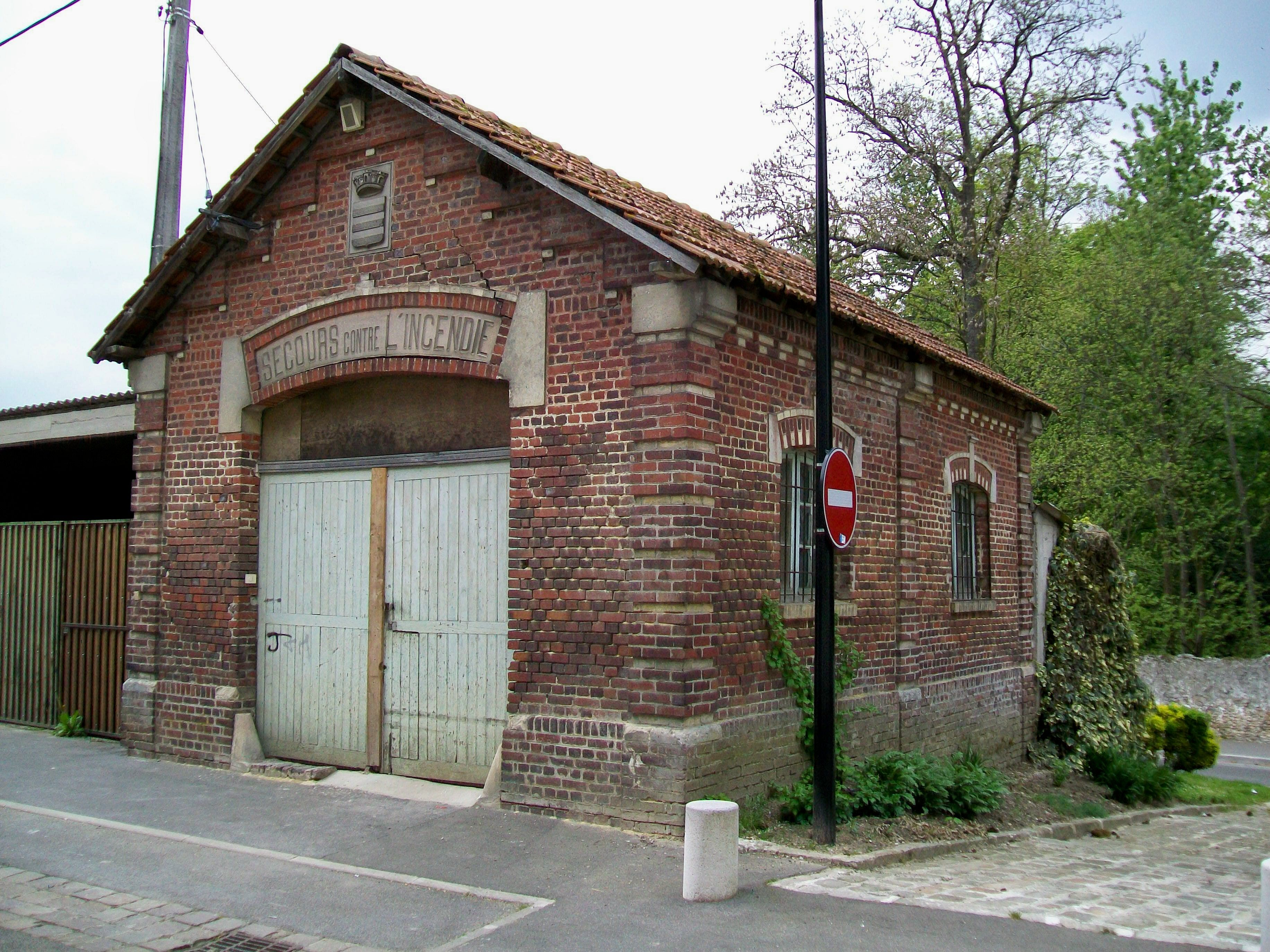
Feuerwehrhaus in Dammartin-en-Goële

Das Feuerwehrhaus in Dammartin-en-Goële, einer französischen Gemeinde im Département Seine-et-Marne in der Region Île-de-France, wurde um 1880 errichtet. Das ehemalige Feuerwehrhaus steht in der Rue du Jeu d’Arc.
Das Gebäude diente der Freiwilligen Feuerwehr als Depot für die Wasserpumpe, für Schläuche und anderes Material. Der eingeschossige Satteldachbau mit großem Tor wurde aus Ziegelmauerwerk errichtet. Über dem Tor ist die Inschrift Secours contre l’incendie (Feuerwehr) und darüber das Wappen der Gemeinde angebracht.
Heute dient das Gebäude der Gemeinde als Lager.